# Bin El Ouiden
Bin El Ouiden è un comune dell'Algeria, situato nella provincia di Skikda.